# Светски куп у биатлону 2012/13 — 1. коло
Прво коло Светског купа у биатлону 2012/13. одржано је од 25. новембра до 2. децембра 2012. године у Естерсунду, (Шведска).

## Сатница такмичења
| Датум        | Време (UTC+1) | Дисциплина                      |
| ------------ | ------------- | ------------------------------- |
| 25. новембар | 15:30         | Мешовита штефата 2х6 + 2х7,5 км |
| 28. новембар | 17:30         | Појединачно 20 км, мушкарци     |
| 29. новембар | 17:30         | Појединачно 15 км, жене         |
| 1. децембар  | 13:30         | Спринт 10 км, мушкарци          |
| 1. децембар  | 16:30         | Спринт 7,5 км, жене             |
| 2. децембар  | 12:30         | Потера 12,50 км, мушкарци       |
| 2. децембар  | 14:30         | Потера 10 км, жене              |

## Резултати такмичења

### Мушкарци
| Дисциплина:                 | Злато:                    | Време             | Сребро:                         | Време             | Бронза:                  | Време             |
| Појединачно 20,00 км детаљи | Мартен Фуркад · Француска | 50:44,7 (0+1+0+0) | Доминик Ландертингер · Аустрија | 50:57,0 (0+1+0+0) | Ерик Лесер · Немачка     | 51:06,4 (0+0+0+0) |
| Спринт 10 км детаљи         | Жан-Филип Леглек · Канада | 25:10,4 (0+0)     | Алексис Беф · Француска         | 25:28,5 (0+1)     | Кристоф Зуман · Аустрија | 25:35,2 (0+1)     |
| Потера 12,5 км детаљи       | Мартен Фуркад · Француска | 33:03,5 (0+0+1+0) | Андреас Бирнбахер · Немачка     | 33:04,2 (0+0+1+0) | Антон Шипулин · Русија   | 33:06,8 (0+0+1+0) |

### Жене
| Дисциплина:              | Злато:                 | Време             | Сребро:                       | Време             | Бронза:                       | Време             |
| Појединачно 15 км детаљи | Тора Бергер · Норвешка | 44:33,5 (0+0+0+0) | Дарија Домрачева · Белорусија | 45:36,7 (1+0+0+1) | Јекатерина Глазирина · Русија | 46:43,7 (0+0+0+0) |
| Сприн 7,5 км детаљи      | Тора Бергер · Норвешка | 21:34,0 (0+1)     | Олена Пидрушина · Украјина    | 21:50,9 (0+1)     | Олга Виљухина · Русија        | 21:53,4 (0+1)     |
| Потера 10 км детаљи      | Тора Бергер · Норвешка | 31:01,9 (0+0+0+1) | Дарија Домрачева · Белорусија | 31:31,7 (0+0+1+0) | Андреа Хенкел · Немачка       | 31:53,4 (0+0+0+0) |

### Мешовита штафета
| Дисциплина:                                   | Злато:                                                                     | Време                                         | Сребро:                                                                            | Време                                                     | Бронза:                                                                           | Време                                                     |
| Мешовита штафета 2 x 6 км + 2 x 7,5 км детаљи | Русија · Олга Зајцева · Олга Виљухина · Алексеј Волков · Јевгениј Устјугов | 1:12:41,3 (0+0) (0+2) (0+1) (0+1) (0+0) (0+0) | Норвешка · Тора Бергер · Синеве Солемдал · Ерленд Бјентегард · Емил Хегле Свендсен | 1:13:02,5 (0+0) (0+1) (0+2) (0+1) (0+1) (0+3) (0+0) (0+2) | Чешка · Вероника Виткова · Габријела Соукалова · Михал Шлесингер · Ондреј Моравец | 1:13:17,7 (0+2) (0+1) (0+0) (0+2) (0+1) (0+1) (0+0) (0+1) |

## Успеси
Навећи успеси свих времена
| - Ерик Лесер, Немачка, 3. место појединачно - Красимир Анев, Бугарска, 8. место појединачно - Јарко Каупинен, Финска, 10. место појединачно - Доминик Виндиш, Италија, 12. место појединачно - Ларс Хелге Биркеланд, Норвешка, 21. место појединачно - Arturs Kolesnikovs, Летонија, 80. место појединачно - Емир Хркаловић, Србија, 102. место појединачно и 96. у спринту - Дејан Крсмановић, Србије, 103. место појединачно и у спринту - Жан-Филип Леглек, Канада, 1. место у спринту - Флоријан Граф, Немачка, 4. место у спринту - Henrik L'Abee-Lund, Норвешка, 5. место у спринту - Кристофер Ериксон, Шведска, 26. место у спринту - Ахти Тоиванен, Финска, 33. место у спринту - Данил Степченко, Естонија, 38. место у спринту - Пјетро Дуто, Италија, 39. место у спринту - Tomas Hasilla, Словачка, 47. место у спринту - Vetle Sjastad Christiansen, Норвешка, 23. место у потери - Тобијас Арвидсон, Шведска, 34. место у потери | - Јекатерина Глазирина Русија, 3. место појединачно - Селина Гаспарин, Швајцарска, 4. место појединачно - Габријела Соукова, Чешка, 10. место појединачно - Марина Коровина, Русија, 18. место појединачно и 12 у спринту - Елин Матсон, Шведска, 35. место појединачно - Martina Chrapanova, Словачка, 39. место појединачно - Yan Zhang, Кина, 42. место појединачно - Alexia Runggalaldier, Италија, 51. место појединачно и 42. место у спринту - Зана Јускане, Летонија, 56. место појединачно - Jaqueline Mourao, Бразил, 87. место појединачно - Олена Пидрушна, Украјина, 2. место у спринту - Јана Геракова, Словачка, 6. место у спринту - Јулија Џима, Украјина, 13. место у спринту - Надине Хорлер, Немачка, 22. место у спринту - Јуки Накајама, Јапан, 31. место у спринту - Никол Гонтјер, Италија, 59. место у спринту и 49. место у потери - Алина Рајикова , Казахстан, 66. место у спринту - Paulina Fialkova, Словачка, 76. место у спринту - Стефани Попова, Бугарска, 91. место у спринту - Хилде Фене, Норвешка, 28. место у потери |

Прва трка у светском купу
| - Ерленд Бјентегард, Норвешка, 7. место појединачно - Пјетро Дуто, Италија, 42. место појединачно - Симон Детје, Француска, 50. место појединачно - Tomaas Krupcik, Чешка, 85. место појединачно - Tomas Hasilla, Словачка, 88. место појединачно - Vetle Sjastad Christiansen, Норвешка, 27. место у спринту | - Марте Олсбу, Норвешка, 28. место појединачно - Terezia Poliakova, Словачка, 63. место појединачно - Алина Рајикова, Казахстан, 71. место појединачно - Miki Kobayashi, Јапан, 91. место појединачно - Stefani Popova, Бугарска, 100. место појединачно - Хилде Фене, Норвешка, 30. место у спринту - Аса Лиф, Шведска, 88. место у спринту - Johanna Taliharm, Естонија, 92. место у спринту |